# Cazalilla
Cazalilla település Spanyolországban, Jaén tartományban. Cazalilla Villanueva de la Reina, Espeluy, Mengíbar, Jaén és Fuerte del Rey községekkel határos. Lakosainak száma 771 fő (2024).

## Népesség
A település népessége az elmúlt években az alábbi módon változott:
| Lakosok száma | 826  | 819  | 840  | 889  | 928  | 870  | 844  | 824  | 745  | 771  |
|               | 2001 | 2004 | 2007 | 2009 | 2012 | 2014 | 2017 | 2019 | 2022 | 2024 |